# Neppia montana
Neppia montana és una espècie de triclàdide dugèsid que habita l'aigua dolça de Nova Zelanda. Els espècimens vius poden mesurar més de 20-30 mm de longitud i 4-5 mm d'amplada. N. montana té el cap poc triangular.